# Finala Campionatului European de Fotbal 2008
Finala Campionatului European de Fotbal 2008 a fost un meci de fotbal jucat pe 29 iunie 2008 pe Stadionul Ernst Happel în Viena, Austria pentru a determina echipa câștigătoare a Campionatului European de Fotbal 2008.
Ceremonia de închidere a campionatului a avut loc exact înaintea meciului, la care au luat parte 400 de artiști, printre care și cântărețul spaniol Enrique Iglesias, care a cântat piesa oficială a turneului, „Can You Hear Me”.

## Detaliile meciului

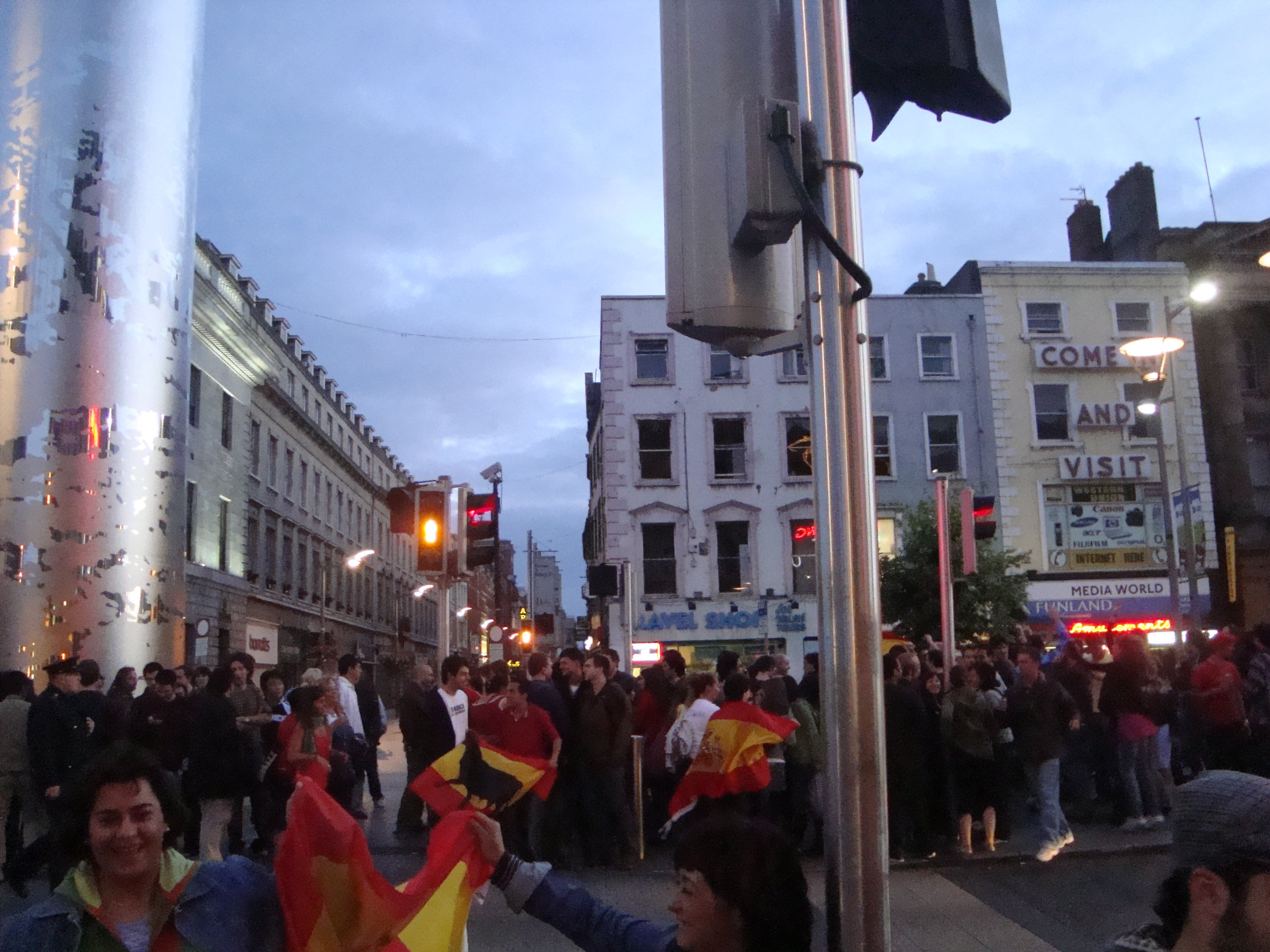
Petrecere a spaniolilor în Dublin după meci.

| Germania | 0 - 1  | Spania     |
| -------- | ------ | ---------- |
|          | Raport | Torres 33' |

| Germania | Spania |

| GERMANIA:   |    |                        |     |     |
|             |    |                        |     |     |
| P           | 1  | Jens Lehmann           |     |     |
| FD          | 3  | Arne Friedrich         |     |     |
| FC          | 17 | Per Mertesacker        |     |     |
| FC          | 21 | Christoph Metzelder    |     |     |
| FS          | 16 | Philipp Lahm           |     | 46' |
| MC          | 8  | Torsten Frings         |     |     |
| MC          | 15 | Thomas Hitzlsperger    |     | 58' |
| MOD         | 7  | Bastian Schweinsteiger |     |     |
| MO          | 13 | Michael Ballack (c)    | 43' |     |
| MOS         | 20 | Lukas Podolski         |     |     |
| AC          | 11 | Miroslav Klose         |     | 79' |
| Schimbări:  |    |                        |     |     |
| F           | 2  | Marcell Jansen         |     | 46' |
| A           | 22 | Kevin Kurányi          | 88' | 58' |
| A           | 9  | Mario Gómez            |     | 79' |
| Antrenor:   |    |                        |     |     |
| Joachim Löw |    |                        |     |     |

| SPANIA:       |    |                   |     |     |
|               |    |                   |     |     |
| P             | 1  | Iker Casillas (c) | 43' |     |
| FD            | 15 | Sergio Ramos      |     |     |
| FC            | 4  | Carlos Marchena   |     |     |
| FC            | 5  | Carles Puyol      |     |     |
| FS            | 11 | Joan Capdevila    |     |     |
| MD            | 19 | Marcos Senna      |     |     |
| MDr           | 6  | Andrés Iniesta    |     |     |
| MC            | 8  | Xavi              |     |     |
| MC            | 10 | Cesc Fàbregas     |     | 63' |
| MS            | 21 | David Silva       |     | 66' |
| AC            | 9  | Fernando Torres   | 74' | 78' |
| Schimbări:    |    |                   |     |     |
| M             | 14 | Xabi Alonso       |     | 63' |
| M             | 12 | Santi Cazorla     |     | 66' |
| A             | 17 | Dani Güiza        |     | 78' |
| Antrenor:     |    |                   |     |     |
| Luis Aragonés |    |                   |     |     |

| Omul meciului: Arbitrii asistenți: Alessandro Griselli Paolo Calcagno Arbitru de rezervă: Peter Fröjdfeldt |

### Statistici
|                   | Germania | Spania |
| ----------------- | -------- | ------ |
| Goluri marcate    | 0        | 1      |
| Șuturi expediate  | 2        | 6      |
| Șuturi pe poartă  | 1        | 3      |
| Posesia mingii    | 48%      | 52%    |
| Cornere           | 4        | 3      |
| Faulturi          | 10       | 9      |
| Offside-uri       | 0        | 2      |
| Cartonașe galbene | 1        | 1      |
| Cartonașe roșii   | 0        | 0      |

|                   | Germania | Spania |
| ----------------- | -------- | ------ |
| Goluri marcate    | 0        | 0      |
| Șuturi expediate  | 2        | 7      |
| Șuturi pe poartă  | 0        | 4      |
| Posesia mingii    | 54%      | 46%    |
| Cornere           | 0        | 4      |
| Faulturi          | 12       | 10     |
| Offside-uri       | 5        | 2      |
| Cartonașe galbene | 1        | 1      |
| Cartonașe roșii   | 0        | 0      |

|                   | Germania | Spania |
| ----------------- | -------- | ------ |
| Goluri marcate    | 0        | 1      |
| Șuturi expediate  | 4        | 13     |
| Șuturi pe poartă  | 1        | 7      |
| Posesia mingii    | 52%      | 48%    |
| Cornere           | 4        | 7      |
| Faulturi          | 22       | 19     |
| Offside-uri       | 5        | 4      |
| Cartonașe galbene | 2        | 2      |
| Cartonașe roșii   | 0        | 0      |

- UEFA Full Time Report[nefuncțională – arhivă]
- UEFA Full Time Statistics Arhivat în 29 septembrie 2008, la Wayback Machine.